# Eric Clarke (Politiker)
Eric Clarke (* 9. April 1933) ist ein schottischer Politiker.

## Leben
Clarke besuchte die Edinburgh Catholic School und wurde dann an technischen Colleges ausgebildet. Im Alter von 16 Jahren trat er ins Berufsleben ein. Seinem Beruf als Bergmann blieb er für 26 Jahre treu. Zwölf Jahre lang war Clarke Sekretär des schottischen Ablegers der National Union of Mineworkers. Von 1984 bis 1988 war er Vertreter seiner Gewerkschaft im National Executive Committee der Labour Party, verlor dann jedoch den Rückhalt des Gewerkschaftsführers Arthur Scargill.

## Politischer Werdegang
16 Jahre lang war Clarke in seiner Region Ratsmitglied. Erstmals trat er für die Labour Party bei den Unterhauswahlen 1992 zu Wahlen auf nationaler Ebene an. Sein Wahlkreis Midlothian ist traditionell durch den Kohlebergbau geprägt und sämtliche Abgeordnete seit Kriegsende (David Pryde, James Hill sowie Alex Eadie) waren Labour-Politiker mit beruflichen Wurzeln im Bergbau. Nachdem Eadie für die Wahlen 1992 nicht mehr zur Verfügung stand, setzte Clarke diese Tradition fort. Am Wahltag setzte er sich ungefährdet gegen seine vier Kontrahenten durch und zog erstmals in das britische Unterhaus ein.
Im Parlament setzte sich Clarke für den Erhalt des im Untergang befindlichen schottischen Kohlebergbaus ein. Von 1994 bis 1997 war er Whip der oppositionellen Labour-Fraktion. Bei den folgenden Unterhauswahlen 1997 hielt er sein Mandat und konnte seinen Stimmenanteil um 9,6 % auf 53,5 % steigern. Zu den Wahlen 2001 trat Clarke nicht mehr an. Sein Parteikollege David Hamilton hielt das Mandat für die Labour Party. Insgesamt sind 365 Wortbeiträge Clarkes im Parlament verzeichnet.